# Johan Dalman

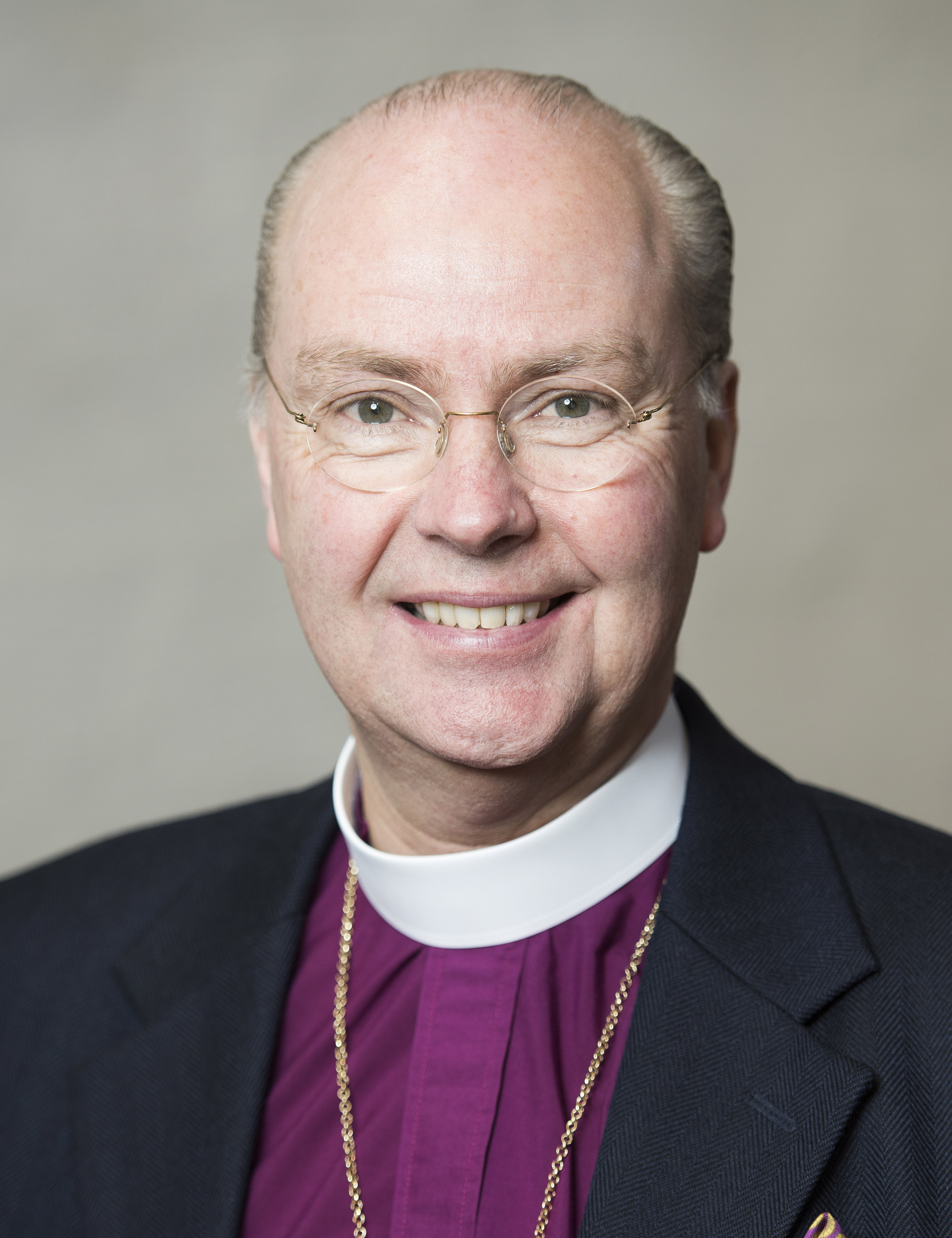
Bischof Johan Dalman (2016)

Johan Fredrik Dalman (* 1960 in Göteborg) ist ein evangelisch-lutherischer Theologe. Seit 2015 ist er Bischof des Bistums Strängnäs in der Schwedischen Kirche.

## Leben
In den 1980er Jahren studierte Johan Dalman Theologie, Kunstwissenschaft und praktische Philosophie an der Universität Uppsala. Er wurde 1989 mit einer Arbeit über die theologische Ästhetik von Anthony Ashley Cooper, 3. Earl of Shaftesbury (1671–1713) zum Dr. theol. promoviert. Danach setzte er seine Studien 1990–1991 am Harris Manchester College in Oxford fort.
Dalman wurde 1990 für die Erzdiözese Uppsala ordiniert und trat 1991 seinen ersten pfarramtlichen Dienst an der St.-Lars-Kirche in Enköping an. In den Jahren 1994 bis 2000 wirkte er als Sekretär für die theologische Arbeit im Kirchenamt in Uppsala, bevor er von 2000 bis 2003 als Verlagsleiter bei Verbum AB arbeitete.
In den Jahren 2003 bis 2008 war Dalman Sekretär für die Ökumene und damit verantwortlich für die ökumenischen Kontakte der schwedischen Kirche. Ab 2008 war er Dekan von Strängnäs, wo er das Projekt „Dom der Zukunft“ anstieß, mit dem Ziel, den Dom ein Anliegen und Treffpunkt für alle Gemeinden der Diözese wie auch für die Einwohner der Stadt Strängnäs werden zu lassen.
Im Frühjahr 2015 wurde er zum Bischof von Strängnäs gewählt und am 6. September 2015 in der Kathedrale von Uppsala durch Erzbischöfin Antje Jackelén zum Bischof ordiniert. Seit November 2015 amtiert er auch als Oberhofprediger.

## Schriften (Auswahl)
- Guds tilltal i det sköna: Anthony Ashley Cooper, den tredje earlens av Shaftesbury teologiska estetik. Dissertation, 1989.
- Frälsarkransen – Pärlor för livet. Verbum, Stockholm 2015.
- Följ med och se. Herdabrev till Strängnäs stift. Verbum, Stockholm 2016; 2. Auflage 2017 mit dem Untertitel trons tre tumregler.